# 25966 Akhilmathew
25966 Akhilmathew è un asteroide della fascia principale. Scoperto nel 2001, presenta un'orbita caratterizzata da un semiasse maggiore pari a 2,5272156 UA e da un'eccentricità di 0,0495916, inclinata di 5,42570° rispetto all'eclittica.